# Elektrofil
En elektrofil är en molekyl som dras till elektroner och negativ laddning. Den kan vara positivt laddad eller sakna elektrisk laddning. Elektrofiler deltar i substitutionsreaktioner och reagerar med nukleofiler. Elektrofiler kan vara olika bra beroende på polarisering, laddning och steriska hinder. En ohindrad elektrofil är bättre än en hindrad, polariserad bättre än icke polariserad och laddad är bättre än oladdad. Karbokatjonen är ett exempel på en elektrofil.
Ett annat namn för elektrofil är Lewissyra.